# Neureclipsis napaea
Neureclipsis napaea là một loài Trichoptera trong họ Polycentropodidae. Chúng phân bố ở miền Australasia.